# Lambert Keuller
Lambert Keuller (Venlo, 14 oktober 1813 – aldaar, 2 mei 1864), geboren als Lambert Josef Eduard Keuller, was een Nederlands schrijver, notaris en amateurhistoricus.

## Biografie
Van jongs af aan was Keuller geïnteresseerd in de geschiedenis van Venlo. Al tijdens zijn studie voor notaris verzamelde hij gegevens uit de toen beschikbare literatuur over zijn geboortestad. Daarnaast verkreeg hij toegang tot de stedelijke rekeningen en charters van Venlo om die te bestuderen. In september 1843 verscheen zijn belangrijkste werk Geschiedenis en Beschrijving van Venloo, waarvoor hij in 1852 werd benoemd tot lid van de Maatschappij der Nederlandse Letterkunde. Het boek bestaat uit drie delen, waarin achtereenvolgens de geschiedenis van Venlo, beroemde Venlonaren en de belangrijkste gebouwen van de stad worden beschreven. In 1843 werd hij notaris in Horn en in 1851 in zijn geboortestad Venlo.
In Venlo is de Keullerstraat naar hem genoemd.